# Американська свиноноса змія
Американська свиноноса змія (Xenodon) — рід неотруйних змій з родини вужеві. Має 11 видів.

## Опис
Загальна довжина досягає 80—85 см. Голова витягнута. Особливістю є ростральний щиток (різної довжини у кожного з видів), по якому проходить чіткий кіль. Тулуб зазвичай тонкий, кремезний. Колір шкіри червоний, синюватий, світло-сірий, світло-коричневий. Черево світліше. По спині проходять поздовжні плями темного кольору або поперечні смуги.

## Спосіб життя
Полюбляють лісову місцину, рідколісся, пампу. Усе життя проводять на землі. Активні вдень Харчуються земноводними, іноді ящірками та гризунами.
Це яйцекладні змії.

## Розповсюдження
Мешкає у Мексиці, Центральній та Південній Америці.

## Види
- Xenodon dorbignyi
- Xenodon guentheri
- Xenodon histricus
- Xenodon matogrossensis
- Xenodon merremi
- Xenodon nattereri
- Xenodon neuwiedii
- Xenodon pulcher
- Xenodon rabdocephalus
- Xenodon semicinctus
- Xenodon severus